# Jarlinson Pantano
Jarlinson Pantano Gómez (Cali, Valle del Cauca, 19 de noviembre de 1988) es un ciclista profesional colombiano. Debutó como profesional en 2007 con el equipo colombiano Colombia es Pasión y su último equipo profesional fue el estadounidense Trek-Segafredo de categoría UCI WorldTeam.

## Trayectoria
En 2016, Pantano fue elegido como 'Ciclista revelación del Tour de Francia 2016', según lo revelado por la misma organización del certamen. El vallecaucano tuvo una destacable actuación en esa edición del certamen, logrando una victoria de etapa y dos segundos puestos. Además, Pantano terminó en la tercera casilla de la clasificación de la montaña, logro que favoreció su elección como 'Ciclista revelación'.
El 15 de abril de 2019, la UCI hizo oficial la suspensión provisional del ciclista tras dar positivo por EPO en un control antidopaje realizado el 26 de febrero de 2019. En junio de ese mismo año Jarilson Pantano anunció su retiro, reivindicando su inocencia pero aduciendo la imposibilidad de proseguir con su defensa por falta de recursos para ello.

## Dopaje y retiro del ciclismo
El 15 de abril de 2019 recibió una notificación de la UCI por un resultado analítico adverso (AAF) por Eritropoyetina (EPO), dicha prueba antidopaje fue realizada por la Cycling Anti-Doping Foundation (CADF), órgano independiente de la UCI el 26 de febrero de ese mismo año. Al no poder comprobar su inocencia decidió retirarse profesionalmente del ciclismo.
El 20 de mayo de 2020, la UCI comunicó que le correspondían 4 años de sanción por dicho positivo por el que fue despedido de su equipo y le llevaron a la retirada.

## Palmarés

### Pista
2010
- 2.º en el Campeonato de Colombia en Pista en persecución por equipos[11]

2011
- 2.º en el Campeonato de Colombia en Pista en persecución por equipos[12]

2014
- 3.º en el Campeonato de Colombia en Pista en persecución por equipos[13]

- 3.º en el Campeonato de Colombia en Pista en carrera por puntos[13]

2016
- Campeonato de Colombia en Pista en persecución por equipos[14]

- 2.º en el Campeonato de Colombia en Pista en carrera por puntos

### Ruta
2009
- 1 etapa de la Coupe des Nations Ville Saguenay

2011
- 1 etapa de la Vuelta a Colombia[15]

2016
- 1 etapa de la Vuelta a Suiza
- 1 etapa del Tour de Francia

2017
- Campeonato de Colombia Contrarreloj
- 2.º en el Campeonato de Colombia en Ruta

2018
- 1 etapa de la Volta a Cataluña

## Resultados en Grandes Vueltas y Campeonatos del Mundo
Durante su carrera deportiva consiguió los siguientes puestos en las Grandes Vueltas y en los Campeonatos del Mundo:
| Carrera              | Carrera              | 2013 | 2014 | 2015 | 2016 | 2017 | 2018 |
| -------------------- | -------------------- | ---- | ---- | ---- | ---- | ---- | ---- |
|                      | Giro de Italia       | 46.º | 32.º | —    | —    | —    | 54.º |
|                      | Tour de Francia      | —    | —    | 19.º | 19.º | 46.º | —    |
|                      | Vuelta a España      | —    | —    | —    | —    | 33.º | —    |
| Mundial en Ruta      | Mundial en Ruta      | —    | —    | Ab.  | —    | 67.º | —    |
| Mundial Contrarreloj | Mundial Contrarreloj | —    | —    | —    | —    | 45.º | —    |

-: no participa 
Ab.: abandono

## Equipos
- Colombia es Pasión (2007-2011)
  - Team Colombia (2012-2014)
- IAM Cycling (2015-2016)
- Trek-Segafredo (2017-15.04.2019)[1]
- EPM-Scott (amateur 04.2023-)